# Rafael Pérez Contel
Rafael Pérez Contel (Villar del Arzobispo, 24 de octubre de 1909-Valencia, 1990) fue un pintor, cartelista y escultor español.

## Datos biográficos
Se inició en el arte trabajando la escultura en un taller de imaginería, matriculándose después en la Escuela de Bellas Artes de Valencia en la que obtuvo, tras un paréntesis en su formación, el título de profesor de dibujo.
Con una beca de la Diputación Provincial valenciana marchó en 1933 a Madrid, donde entró en contacto con la vanguardia de los artistas plásticos españoles de la época, y participando en la fundación de la Unión de Escritores y Artistas Proletarios. También expuso en el Ateneo de Madrid. Regresó a Levante para hacerse cargo de la enseñanza de dibujo en un centro educativo de Alcira. Una beca le permitió viajar a París, donde participó en la Exposición Universal con un grupo escultórico.
Al iniciarse la Guerra Civil volvió a Alcira, ingresando en la Alianza de Intelectuales Antifascistas donde colaboró en los talleres de artes plásticas y publicó sus trabajos en la revista Nueva Cultura que dirigía Josep Renau. Durante el conflicto trabajó en el grupo de propaganda republicana, dejando una amplia muestra de cartelismo de la guerra. Asimismo, colaboró en el diseño de revistas y elaboración de boletines y cuadernos, así como en el Instituto Obrero de Valencia.
Tras la victoria franquista, fue juzgado y condenado a tres años de prisión por el delito de «auxilio a la rebelión», pena que cumplió en la Cárcel Modelo de Valencia. Al salir de prisión continuó su obra, enmarcada en los límites que el régimen podía permitirle, sobre todo en imaginería religiosa, y ejerció como catedrático de Dibujo en el Instituto de Enseñanza Media de Játiva, del que también fue su director durante algunos años. A partir de 1976, ejerció la docencia en Valencia. Falleció en Valencia a los ochenta y un años de edad.
Su obra se encuentra expuesta en el Museo de la Ciudad de Valencia, en el Museo de Játiva, municipio del que es hijo ilustre, en el Museo de Arte Contemporáneo de Villafamés y en el Instituto Valenciano de Arte Moderno.

## Obra (Extracto)
- Datos: Q6097831